# Acteophila
De Acteophila zijn een onderorde van de klasse slakken (Gastropoda). Het betreft een verouderde taxonomische indeling.

## Indeling
- Orde Acteophila Dall, 1885
  - Familie Carychiidae
  - Familie Ellobiidae
  - Familie Otinidae